# Stoliczkia
Genre
Stoliczkia est un genre de serpents de la famille des Xenodermatidae. 

## Répartition
Les deux espèces de ce genre se rencontrent à Bornéo et en Inde.

## Liste des espèces
Selon The Reptile Database (21 janvier 2014) :
- Stoliczkia borneensis Boulenger, 1899
- Stoliczkia khasiensis Jerdon, 1870

## Étymologie
Ce genre est nommé en l'honneur de Ferdinand Stoliczka.

## Publication originale
- Jerdon, 1870 : Notes on Indian Herpetology. Proceedings of the Asiatic Society of Bengal, vol. 1870, p. 66-85 (texte intégral).